# Dennis Patrick
Dennis Patrick Harrison (Filadelfia, 14 marzo 1918 – Hollywood, 13 ottobre 2002) è stato un attore statunitense.

## Biografia
Dennis Patrick nacque a Filadelfia, in Pennsylvania, il 14 marzo 1918. Debuttò nel cinema alla fine degli anni quaranta, ma fu per la televisione che la sua carriera prese il volo. Fu interprete, infatti, di diversi personaggi per serie televisive. Nel 1951 recitò nel ruolo di Terry Rafferty in un doppio episodio della serie The Ford Theatre Hour. Per la serie Dark Shadows interpretò i due personaggi di Jason McGuire in 46 episodi nel 1967 e Paul Stoddard in 19 episodi dal 1967 al 1969. Interpretò quindi Harry Mitchell in 2 episodi della serie La famiglia Bradford nel 1978 (più altri due episodi con altri ruoli) e Vaughn Leland in 19 episodi della serie Dallas e numerosi altri personaggi secondari o ruoli da guest star in molti episodi di serie televisive. Recitò, tra l'altro, in molte serie antologiche.
La sua carriera per il grande schermo vede poche partecipazioni se confrontata con quella televisiva; tra i personaggi a cui diede vita: Johnny in The Strip Tease Murder Case (1950), Mace in Guilty Bystander (1950), il dottor Parkington in Minuto per minuto senza respiro (1969), Frank Michaelis ne La grande rapina di Long Island (1968), Bill Compton ne La guerra del cittadino Joe (1970), lo sceriffo George Patterson ne La casa dei vampiri (1970), il dottor Alonzo Charles in Cara dolce Delilah... morta (1972), John Kenmore in Luna di miele fatale (1974), Thomas Edison ne Il segreto di Nikola Tesla (1980), il dottor Bowers in Choices (1981) e Archibald Blair in Uno strano caso (1989)
L'ultimo suo ruolo per la televisione fu quello di Benjamin per la serie Coach interpretato nell'episodio Puppy Love trasmesso il 22 gennaio 1991. Il suo ultimo film fu Che aria tira lassù? (1994) in cui interpretava padre O'Hara.

## Filmografia

### Attore

#### Cinema
- La stirpe di Caino (C-Man), regia di Joseph Lerner (1949)
- The Strip Tease Murder Case, regia di Hugh Prince (1950)
- Guilty Bystander, regia di Joseph Lerner (1950)
- Viaggiatori del tempo (The Time Travelers), regia di Ib Melchior (1964)
- Sierra Charriba (Major Dundee), regia di Sam Peckinpah (1965)
- La grande rapina di Long Island (Tiger by the Tail), regia di R.G. Springsteen (1968)
- Minuto per minuto senza respiro (Daddy's Gone A-Hunting), regia di Mark Robson (1969)
- La guerra del cittadino Joe (Joe), regia di John G. Avildsen (1970)
- La casa dei vampiri (House of Dark Shadows), regia di Dan Curtis (1970)
- Cara dolce Delilah... morta (Dear Dead Delilah), regia di John Farris (1972)
- Luna di miele fatale (Nightmare Honeymoon), regia di Elliot Silverstein (1974)
- Il segreto di Nikola Tesla (Tajna Nikole Tesle), regia di Krsto Papić (1980) - Thomas Edison
- Choices, regia di Silvio Narizzano (1981)
- Heated Vengeance, regia di Edward D. Murphy (1985)
- Uno strano caso (Chances Are), regia di Emile Ardolino (1989)
- Che aria tira lassù? (The Air Up There), regia di Paul Michael Glaser (1994)

#### Televisione
- The Chevrolet Tele-Theatre – serie TV, 2 episodi (1949-1950)
- Kraft Television Theatre – serie TV, 5 episodi (1949-1957)
- Cameo Theatre – serie TV, 2 episodi (1950-1952)
- Stage 13 – serie TV, un episodio (1950)
- The Clock – serie TV, 3 episodi (1950)
- Somerset Maugham TV Theatre – serie TV, un episodio (1950)
- The Web – serie TV, un episodio (1950)
- Sure As Fate – serie TV, un episodio (1951)
- Studio One – serie TV, un episodio (1951)
- The Ford Theatre Hour – serie TV, 2 episodi (1951)
- Tales of Tomorrow – serie TV, un episodio (1952)
- The Vision of Father Flanagan – film TV (1952)
- Robert Montgomery Presents – serie TV, 2 episodi (1952)
- The Man Behind the Badge – serie TV, 2 episodi (1953-1954)
- Armstrong Circle Theatre – serie TV, 3 episodi (1953-1957)
- The Harp of Erin – film TV (1953)
- The Doctor – serie TV, episodio 1x32 (1953)
- Eye Witness – serie TV, un episodio (1953)
- Woman with a Past – serie TV (1954)
- Campbell Playhouse – serie TV, un episodio (1954)
- Inner Sanctum – serie TV, un episodio (1954)
- The Secret Storm – serie TV (1954)
- Star Tonight – serie TV, 3 episodi (1955-1956)
- The Jack Benny Program – serie TV, un episodio (1955)
- Goodyear Television Playhouse – serie TV, un episodio (1956)
- State Trooper – serie TV, un episodio (1956)
- Matinee Theatre – serie TV, 2 episodi (1957-1958)
- I racconti del West (Zane Grey Theater) – serie TV, 2 episodi (1958-1959)
- Mike Hammer – serie TV, 2 episodi (1958-1959)
- Man with a Camera – serie TV, episodio 1x04 (1958)
- Gunsmoke – serie TV, un episodio (1958)
- Yancy Derringer – serie TV, un episodio (1958)
- Playhouse 90 – serie TV, un episodio (1958)
- U.S. Marshal – serie TV, 2 episodi (1959-1960)
- Perry Mason – serie TV, 4 episodi (1959-1966)
- Special Agent 7 – serie TV, un episodio (1959)
- Behind Closed Doors – serie TV, un episodio (1959)
- The Millionaire – serie TV, un episodio (1959)
- Sugarfoot – serie TV, episodio 2x14 (1959)
- Buckskin – serie TV, un episodio (1959)
- Avventure in elicottero (Whirlybirds) – serie TV, un episodio (1959)
- The Deputy – serie TV, un episodio (1959)
- Goodyear Theatre – serie TV, episodio 3x06 (1959)
- Tightrope – serie TV, episodio 1x12 (1959)
- Peter Gunn – serie TV, episodio 2x11 (1959)
- Avventure lungo il fiume (Riverboat) – serie TV, un episodio (1959)
- Not for Hire – serie TV, episodi 1x06-1x10 (1959)
- Alfred Hitchcock presenta (Alfred Hitchcock Presents) – serie TV, 2 episodi (1960-1961)
- Laramie – serie TV, 7 episodi (1960-1963)
- Indirizzo permanente (77 Sunset Strip) – serie TV, episodio 2x27 (1960)
- Markham – serie TV, un episodio (1960)
- Il tenente Ballinger (M Squad) – serie TV, un episodio (1960)
- Alcoa Presents: One Step Beyond – serie TV, un episodio (1960)
- The Law and Mr. Jones – serie TV, un episodio (1960)
- Bonanza – serie TV, un episodio (1960)
- Ricercato vivo o morto (Wanted: Dead or Alive) – serie TV, episodio 3x04 (1960)
- Tales of Wells Fargo – serie TV, un episodio (1960)
- Shotgun Slade – serie TV, un episodio (1961)
- Tallahassee 7000 – serie TV, un episodio (1961)
- Ispettore Dante (Dante) – serie TV, episodio 1x18 (1961)
- Gli intoccabili (The Untouchables) – serie TV, un episodio (1961)
- Outlaws – serie TV, episodio 1x23 (1961)
- Carovana (Stagecoach West) – serie TV, episodi 1x13-1x36 (1961)
- Scacco matto (Checkmate) – serie TV, 2 episodi (1961)
- Michael Shayne – serie TV episodio 1x22 (1961)
- The Tall Man – serie TV, un episodio (1962)
- Hawaiian Eye – serie TV, episodio 3x24 (1962)
- Carovane verso il West (Wagon Train) – serie TV, un episodio (1962)
- The Many Loves of Dobie Gillis – serie TV, un episodio (1962)
- Il virginiano (The Virginian) – serie TV, episodio 1x06 (1962)
- Saints and Sinners – serie TV, un episodio (1963)
- Empire – serie TV, un episodio (1963)
- Dakota (The Dakotas) – serie TV, episodio 1x09 (1963)
- L'ora di Hitchcock (The Alfred Hitchcock Hour) – serie TV, un episodio (1963)
- Il dottor Kildare (Dr. Kildare) – serie TV, un episodio (1964)
- Grindl – serie TV, un episodio (1964)
- Il fuggiasco (The Fugitive) – serie TV, un episodio (1964)
- Karen – serie TV, un episodio (1965)
- La parola alla difesa (The Defenders) – serie TV, un episodio (1965)
- A Man Called Shenandoah – serie TV, episodio 1x02 (1965)
- Honey West – serie TV, episodio 1x18 (1966)
- Il ladro (T.H.E. Cat) – serie TV, episodio 1x02 (1966)
- Lost in Space – serie TV, un episodio (1966)
- Dark Shadows – serie TV, 65 episodi (1967-1970)
- Coronet Blue – serie TV, un episodio (1967)
- Custer – serie TV, un episodio (1967)
- La grande vallata (The Big Valley) – serie TV, 3 episodi (1968-1969)
- Operazione ladro (It Takes a Thief) – serie TV, un episodio (1969)
- Al banco della difesa (Judd for the Defense) – serie TV, un episodio (1969)
- Mod Squad, i ragazzi di Greer (The Mod Squad) – serie TV, 2 episodi (1970-1972)
- Bracken's World – serie TV, un episodio (1970)
- Somerset – serie TV (1970)
- O'Hara, U.S. Treasury – serie TV, un episodio (1971)
- Squadra emergenza (Emergency!) – serie TV, 3 episodi (1972-1975)
- Ironside – serie TV, un episodio (1972)
- A tutte le auto della polizia (The Rookies) – serie TV, un episodio (1973)
- The New Perry Mason – serie TV, un episodio (1973)
- Mannix – serie TV, 2 episodi (1974-1975)
- Cannon – serie TV, 2 episodi (1974-1975)
- McMillan e signora (McMillan & Wife) – serie TV, 2 episodi (1974-1975)
- Le strade di San Francisco (The Streets of San Francisco) – serie TV, episodi 3x02-4x10-5x24 (1974-1977)
- Arcibaldo (All in the Family) – serie TV, 3 episodi (1974-1977)
- The Death Squad – film TV (1974)
- Night Games – film TV (1974)
- Kojak – serie TV, un episodio (1974)
- Difesa a oltranza (Owen Marshall, Counselor at Law) – serie TV, un episodio (1974)
- Panic on the 5:22 – film TV (1974)
- I missili di ottobre (The Missiles of October) – film TV (1974)
- L'uomo da sei milioni di dollari (The Six Million Dollar Man) – serie TV, 2 episodi (1975-1976)
- Barnaby Jones – serie TV, 2 episodi (1975-1978)
- The First 36 Hours of Dr. Durant – film TV (1975)
- Agenzia Rockford (The Rockford Files) – serie TV, un episodio (1975)
- Kate McShane – serie TV, un episodio (1975)
- Barbary Coast – serie TV, un episodio (1975)
- La donna bionica (The Bionic Woman) – serie TV, un episodio (1976)
- Bert D'Angelo Superstar (Bert D'Angelo/Superstar) – serie TV, un episodio (1976)
- La famiglia Bradford (Eight Is Enough) – serie TV, 4 episodi (1977-1979)
- Code Name: Diamond Head – film TV (1977)
- The Cliffwood Avenue Kids – serie TV (1977)
- What Really Happened to the Class of '65? – serie TV, 1 episodio (1978)
- Fantasilandia (Fantasy Island) - serie TV, 1 episodio (1978)
- L'incredibile Hulk (The Incredible Hulk) – serie TV, episodio 2x03 (1978)
- Due americane scatenate (The American Girls) – serie TV, un episodio (1978)
- Quincy (Quincy M.E.) – serie TV, 3 episodi (1979-1982)
- Dallas – serie TV, 19 episodi (1979-1984)
- Gli sbandati (The Runaways) – serie TV, un episodio (1979)
- Hawaii Squadra Cinque Zero (Hawaii Five-O) – serie TV, 1 episodio (1979)
- The Georgia Peaches – film TV (1980)
- The Sophisticated Gents – film TV (1981)
- Advice to the Lovelorn – film TV (1981)
- Simon & Simon – serie TV, 3 episodi (1982-1986)
- New York New York (Cagney & Lacey) – serie TV, un episodio (1982)
- Professione pericolo (The Fall Guy) – serie TV, 2 episodi (1983-1986)
- La signora in giallo (Murder, She Wrote) – serie TV, episodi 1x00-5x12 (1984-1989)
- Rituals – serie TV (1984-1985)
- Code Name: Foxfire – serie TV, un episodio (1985)
- There Were Times, Dear – film TV (1985)
- Mai dire sì (Remington Steele) – serie TV, un episodio (1986)
- Mary – serie TV, un episodio (1986)
- Me & Mrs. C. – serie TV, 2 episodi (1986)
- It's Garry Shandling's Show. – serie TV, un episodio (1987)
- Ai confini della realtà (The Twilight Zone) – serie TV, episodio 2x21 (1987)
- A cuore aperto (St. Elsewhere) – serie TV, un episodio (1987)
- The Bronx Zoo – serie TV, un episodio (1988)
- Ricordi di guerra (War and Remembrance) (1988)
- Paradise – serie TV, 2 episodi (1989)
- Coach – serie TV, un episodio (1991)

### Regista
- Matinee Theatre – serie TV, 2 episodi (1957-1958)
- For Better or Worse – serie TV (1959)